# 松本伊代
松本 伊代（まつもと いよ、1965年6月21日 - ）は、東京都大田区出身の歌手、タレント。ビィーカンパニー所属。夫はタレントのヒロミ、長男は俳優でタレントの小園凌央。

## 略歴
中学3年生のときに原宿でスカウトされる。翌1981年、第5回長崎歌謡祭にてグランプリを受賞。同年、TBS系『たのきん全力投球!』の田原俊彦の妹役オーディションに合格しデビュー。10月21日には「センチメンタル・ジャーニー」でアイドル歌手としてもデビューした。当時のキャッチコピーは「瞳そらすな僕の妹」「田原俊彦の妹」。
翌1982年に『第24回日本レコード大賞』新人賞をはじめ、多くの音楽新人賞を受賞。キャッチコピーの通り、妹的存在としてファン層を拡大した。1983年には、「時に愛は」がヒットし、同年末の『第25回日本レコード大賞』ゴールデン・アイドル賞を獲得した。1982年度は、人気歌手が次々と誕生したことから早見優・堀ちえみ・小泉今日子・石川秀美・三田寛子・シブがき隊・中森明菜らとともに「花の82年組」と呼ばれる。
その後『オールナイトフジ』や『夕やけニャンニャン』の司会を務めるなどバラエティ番組でも活躍する。1986年からは川村真澄・林哲司・船山基紀による「恋愛三部作」をリリース。
1985年、タレントショップ「ピンク・バス」を東京渋谷のスペイン坂にオープンした。当時はスポンサー企業が看板としてタレントの名前を借りることが一般的であったが、同店は松本自らがデザイナー・プロデューサー・オーナーを務めた。1990年に閉店。
1993年11月12日、番組での共演がきっかけでタレントのヒロミと結婚。その後、2男の母となる。
2005年、1982年の同期デビューだった早見優・堀ちえみとともに、ママドルユニット「キューティー★マミー」を結成。
2009年にはCD-BOX「SWEET 16 BOX」のボーナストラックとして、尾崎亜美プロデュースによる19年振りの新曲「私の声を聞いて」を発表。配信限定でシングルカットされた。
2012年、品川ステラボールにてデビュー30周年記念コンサートを開催した。
2017年2月、「京都市内のJR山陰線の線路内に無断で立ち入った」として鉄道営業法違反容疑で早見優とともに書類送検され、3月21日に起訴猶予処分となった。京都地方検察庁は処分理由を「踏切内の通路からすぐ脇に立ち入ったに留まり、電車往来への支障も生じていないことや反省していることなどを考慮した」としている。
2021年7月、運動中に背骨を圧迫骨折し自宅療養中であると公表。レギュラー番組『よ〜いドン!』（関西テレビ）は7月6日から欠席。
2022年11月、TBS系バラエティー番組『オオカミ少年』の収録で落とし穴に落下した際に腰を痛め、腰椎の圧迫骨折と診断され、3か月程度の加療を要することが発表された。これにより、2023年1月開催の「湯川れい子 87th Birthday フィルハーモニー音楽会」の出場も断念することとなった。1月に退院したものの「退院後3ヶ月は加療が必要」と診断され、退院後もトイレや風呂に介助が必要な状態であった。夫のヒロミも常に看病できる状態ではなかったため、再入院した。
2023年4月4日、『よ〜いドン!』に火曜日MCとして出演し、4か月半ぶりに仕事復帰した。同年7月1日、日本テレビ系音楽特番『THE MUSIC DAY』で歌手業復帰。

## エピソード
デビュー前の1980年に第5回ホリプロタレントスカウトキャラバンに応募するも、落選したことがある。
著名人のファンにきゃりーぱみゅぱみゅ・勝俣州和・石原詢子・島本和彦・やついいちろう・佐久間一行がいる。島本の漫画『炎の転校生』のヒロイン・高村友花里は松本がモデルである。
1984年12月29日放送のオールナイトフジで、自著『伊代の女子大生 まるモテ講座』を宣伝した際に「まだ読んでないのですけど」と発言し、片岡鶴太郎から「自分で書いた本なのにまだ読んでないとはどういうことか」と突っ込まれた。この件について「ゲラの状態で最終チェックはしましたが、製本になった状態を見たのはこの時が初めてだったので、（製本された本を）まだ読んでいないと発言した」と弁明をしたが、後にこの弁明に関しても嘘だと告白しており、ゴーストライターによる代筆であったと認めている。
デビュー当時は身長156cmに対し体重は38kgで、軽すぎて自動ドアが開かないこともあった。運動が全般的に苦手であり、ボールがうまく投げられないなどのエピソードがある。
ボンカレーのCM「だってらっきょうが転がっちゃう編」の笑うシーンでは緊張してうまく笑えなかったため、テーブルの下にスタイリストが入って足の裏をくすぐって笑わせたという裏話がある。
浅野ゆう子とは仲が良く、一緒にドジャーズ戦を観にニューヨークへ行ったこともある。
低い声質が持ち味である。デビュー当初、60年代の女性歌手グループ・ザ・ロネッツを聴いて勉強するようにスタッフから指示された。ザ・ロネッツのロニー・スペクターは低音のハスキーヴォーカル、加えて松本のデビュー時の楽曲が60年代調のため、参考になると考えられたようである。デビューから数曲の間、バックコーラスを務めたキャプテン（北沢清子、山本恵子）は、のちに麻生真美子とともに、女性アイドルグループとしてデビューした。
歌手のしばたはつみははとこである。姉はダンスインストラクターで、1990年代前半頃に「松本伊代姉」（まつもといよねえ）名義で歌手デビューした。

## タレントショップ
- 1985年に渋谷・スペイン坂を本店とする自身のタレントショップ「PINK BUS(ピンクバス)」本店：渋谷区宇田川町をオープン。主に自らデザインした衣料品を中心に小物類も取り扱うショップで事業形態は他タレントのスポンサーオーナー企業店とは異なり自らがオーナーとなる有限会社として設立してのオープン、他に原宿・竹下通り店もオープンさせたがタレントショップブームの終焉に伴いスペイン坂店も1990年には閉店した[47]。

## ディスコグラフィ

### シングル
| #                | 発売日           | A/B面            | タイトル                                   | 作詞             | 作曲             | 編曲             | 規格品番         |
| ビクター音楽産業 | ビクター音楽産業 | ビクター音楽産業 | ビクター音楽産業                           | ビクター音楽産業 | ビクター音楽産業 | ビクター音楽産業 | ビクター音楽産業 |
| ---------------- | ---------------- | ---------------- | ------------------------------------------ | ---------------- | ---------------- | ---------------- | ---------------- |
| 1                | 1981年 10月21日  | A面              | センチメンタル・ジャーニー                 | 湯川れい子       | 筒美京平         | 鷺巣詩郎         | SV-7160          |
| 1                | 1981年 10月21日  | B面              | マイ・ブラザー                             | 湯川れい子       | 筒美京平         | 筒美京平         | SV-7160          |
| 2                | 1982年 2月5日    | A面              | ラブ・ミー・テンダー                       | 湯川れい子       | 筒美京平         | 鷺巣詩郎         | SV-7190          |
| 2                | 1982年 2月5日    | B面              | 虹色のファンタジー                         | 湯川れい子       | 筒美京平         | 鷺巣詩郎         | SV-7190          |
| 3                | 1982年 5月21日   | A面              | TVの国からキラキラ                         | 糸井重里         | 筒美京平         | 鷺巣詩郎         | SV-7214          |
| 3                | 1982年 5月21日   | B面              | PATA PATA                                  | 糸井重里         | 筒美京平         | 鷺巣詩郎         | SV-7214          |
| 4                | 1982年 8月5日    | A面              | オトナじゃないの                           | 糸井重里         | 筒美京平         | 鷺巣詩郎         | SV-7242          |
| 4                | 1982年 8月5日    | B面              | 恋はBAN BAN                                | 湯川れい子       | 筒美京平         | 鷺巣詩郎         | SV-7242          |
| 5                | 1982年 11月5日   | A面              | 抱きしめたい                               | 康珍化           | 亀井登志夫       | 鷺巣詩郎         | SV-7261          |
| 5                | 1982年 11月5日   | B面              | Kiss In The Dream                          | 康珍化           | 亀井登志夫       | 鷺巣詩郎         | SV-7261          |
| 6                | 1983年 3月3日    | A面              | チャイニーズ・キッス                       | 康珍化           | 亀井登志夫       | 鷺巣詩郎         | SV-7282          |
| 6                | 1983年 3月3日    | B面              | エリオット                                 | 遠藤京子         | 遠藤京子         | 鷺巣詩郎         | SV-7282          |
| 7                | 1983年 6月1日    | A面              | 太陽がいっぱい                             | 篠塚満由美       | 羽佐間健二       | 鷺巣詩郎         | SV-7306          |
| 7                | 1983年 6月1日    | B面              | 涙のハンカチーフ                           | 康珍化           | 亀井登志夫       | 鷺巣詩郎         | SV-7306          |
| 8                | 1983年 8月25日   | A面              | 恋のバイオリズム                           | 来生えつこ       | 吉田拓郎         | 萩田光雄         | SV-7327          |
| 8                | 1983年 8月25日   | B面              | うそがおじょうず                           | 来生えつこ       | 吉田拓郎         | 萩田光雄         | SV-7327          |
| 9                | 1983年 11月23日  | A面              | 時に愛は                                   | 尾崎亜美         | 尾崎亜美         | 鷺巣詩郎         | SV-7355          |
| 9                | 1983年 11月23日  | B面              | 真珠のイヤリング                           | 尾崎亜美         | 尾崎亜美         | 鷺巣詩郎         | SV-7355          |
| 10               | 1984年 2月21日   | A面              | 恋のKNOW-HOW                               | 尾崎亜美         | 尾崎亜美         | 小林信吾         | SV-7370          |
| 10               | 1984年 2月21日   | B面              | NOT FOR SALE                               | 尾崎亜美         | 尾崎亜美         | 小林信吾         | SV-7370          |
| 11               | 1984年 5月25日   | A面              | 流れ星が好き                               | 尾崎亜美         | 尾崎亜美         | 小林信吾         | SV-7389          |
| 11               | 1984年 5月25日   | B面              | SUGAR RAIN（Version II）                   | 尾崎亜美         | 尾崎亜美         | 小林信吾         | SV-7389          |
| 12               | 1984年 9月21日   | A面              | シャイネス ボーイ                          | 尾崎亜美         | 尾崎亜美         | 小林信吾         | SV-7426          |
| 12               | 1984年 9月21日   | B面              | 冒険少年へのいざない                       | 尾崎亜美         | 尾崎亜美         | 小林信吾         | SV-7426          |
| 13               | 1984年 11月1日   | A面              | ビリーヴ                                   | 売野雅勇         | 筒美京平         | 萩田光雄         | SV-7442          |
| 13               | 1984年 11月1日   | B面              | 淋しさに負けないで                         | 売野雅勇         | 筒美京平         | 萩田光雄         | SV-7442          |
| 14               | 1985年 3月5日    | A面              | あなたに帰りたい                           | 売野雅勇         | 筒美京平         | 中村哲           | SV-7478          |
| 14               | 1985年 3月5日    | B面              | You Don't Know Why                         | 売野雅勇         | 筒美京平         | 萩田光雄         | SV-7478          |
| 15               | 1985年 6月5日    | A面              | Dancin' In The Heart （SPECIAL DANCE MIX） | 売野雅勇         | 筒美京平         | 小野沢篤         | SJX-7002         |
| 15               | 1985年 6月5日    | B面              | Believe （SPECIAL DANCE MIX）              | 売野雅勇         | 筒美京平         | 小野沢篤         | SJX-7002         |
| 16               | 1985年 6月21日   | A面              | ポニーテイルは結ばない                     | 売野雅勇         | 筒美京平         | 萩田光雄         | SV-9030          |
| 16               | 1985年 6月21日   | B面              | 独立宣言                                   | 篠塚満由美       | 滝沢洋一         | 鷺巣詩郎         | SV-9030          |
| 17               | 1985年 10月5日   | A面              | 月下美人                                   | 松本隆           | 細野晴臣         | 鷺巣詩郎         | SV-9062          |
| 17               | 1985年 10月5日   | B面              | お楽しみは これから…                       | SHOW             | 山川恵津子       | 鷺巣詩郎         | SV-9062          |
| 18               | 1986年 2月21日   | A面              | Last Kissは頬にして                        | 松本隆           | 関口誠人         | 新川博           | SV-9103          |
| 18               | 1986年 2月21日   | B面              | 恋はナイショで……                           | 渡辺英樹         | 渡辺英樹         | 新川博           | SV-9103          |
| 19               | 1986年 8月5日    | A面              | 信じかたを教えて                           | 川村真澄         | 林哲司           | 船山基紀         | SV-9155          |
| 19               | 1986年 8月5日    | B面              | きれいな涙                                 | 戸沢暢美         | 林哲司           | 船山基紀         | SV-9155          |
| 20               | 1986年 12月16日  | A面              | サヨナラは私のために                       | 川村真澄         | 林哲司           | 船山基紀         | SV-9198          |
| 20               | 1986年 12月16日  | B面              | シングルエイド                             | 川村真澄         | 林哲司           | 船山基紀         | SV-9198          |
| 21               | 1987年 3月21日   | A面              | 思い出をきれいにしないで                   | 川村真澄         | 林哲司           | 船山基紀         | SV-9222          |
| 21               | 1987年 3月21日   | B面              | （Mini Soundtrack Version）                | -                | 林哲司           | 船山基紀         | SV-9222          |
| 22               | 1987年 11月4日   | A面              | すてきなジェラシー                         | 川村真澄         | 岸正之           | 船山基紀         | SV-9294          |
| 22               | 1987年 11月4日   | B面              | 風の宮                                     | 川村真澄         | 林哲司           | 船山基紀         | SV-9294          |
| 23               | 1988年 9月7日    | A面              | 淋しさならひとつ                           | 売野雅勇         | 井上ヨシマサ     | 武部聡志         | SV-9364          |
| 23               | 1988年 9月7日    | B面              | 男には向かない職業                         | 川村真澄         | 高埜秀一         | 奈良部匠平       | SV-9364          |
| 24               | 1988年 12月1日   | A面              | Sonatine                                   | 大江千里         | 大江千里         | 新川博           | SV-9395          |
| 24               | 1988年 12月1日   | B面              | 泣かないでギャツビー                       | 戸沢暢美         | 小林義典         | 新川博           | SV-9395          |
| 25               | 1989年 9月21日   | 01               | 悲しくてやりきれない                       | サトウハチロー   | 加藤和彦         | 佐橋佳幸         | VDRS-10002       |
| 25               | 1989年 9月21日   | 02               | ソレイユ                                   | 川村真澄         | 佐橋佳幸         | 佐橋佳幸         | VDRS-10002       |
| 26               | 1990年 12月16日  | 01               | きっと忘れるから                           | 鮎川恵           | 熊谷幸子         | 新川博           | VIDL-10086       |
| 26               | 1990年 12月16日  | 02               | La Primeur                                 | 遊夢薫           | 熊谷幸子         | 新川博           | VIDL-10086       |
| 配信限定         |                  |                  |                                            |                  |                  |                  |                  |
| 27               | 2013年 3月26日   | -                | 私の声を聞いて                             | 尾崎亜美         | 尾崎亜美         | 尾崎亜美         | -                |
| 28               | 2015年 12月2日   | -                | センチメンタル・ジャーニー まだ50歳ver.    | 長久允           | 筒美京平         | Avec Avec        | -                |

### 配信
- ちょっと素敵なジャーニー（2024年2月6日）（作詞・作曲:所ジョージ）
- そろそろ冬ですネェ（2024年2月6日） - キューティー☆モリモリ名義（作詞・作曲:所ジョージ）
- Tokyo Love（2024年4月10日） - Night Tempo feat. Iyo Matsumoto名義（作詞:松本伊代・作曲:Night Tempo）

### アルバム

#### オリジナル・アルバム
- CDリリースは、6枚目“Sugar Rain”から。なお、すべてのオリジナル・アルバム(CD)は、2009年9月23日に再リリースされた。

#### カバー・アルバム
1. トレジャー・ヴォイス [40th Anniversary Song Book] Dedicated to Kyohei Tsutsumi（2021年12月22日／VIZL-1981、VICL-65599）

#### ベスト・アルバム
1. ビリーヴ（1984年12月16日／SJX-30256 CD:VDR-69）
2. シングル・コレクション（1986年3月5日／VDR-1164）
3. コンブリート・シングル・コレクション（1986年11月21日／VDR-1310）
4. CD FILE VOL.1（1987年12月16日／VDR-25006）
5. CD FILE VOL.2（1987年12月16日／VDR-25007）
6. CD FILE VOL.3（1987年12月16日／VDR-25008）
7. REVIEW SUPER BEST（1988年11月21日／VDR-5258）
8. The Best REFILL（1989年11月21日／VDRY-28007）
9. CD FILE VOL.4（1990年6月21日／VICL-3003）
10. SIESTA－The Best－（1991年11月7日／VICL-8046）
11. 全曲集（1993年12月1日／VICL-8088）
12. BEST of BEST（1994年10月26日／VICT-15075）
13. NEW BEST ONE（1999年8月4日／VICL-41066）
14. <COLEZO!> 松本伊代 Best Selection（2005年3月24日／VICL-41215）
15. ゴールデン☆ベスト（2009年9月16日／VICL-63419）
16. オールウェイズ I・Y・O [30th Anniversary BEST ALBUM]（2012年9月26日／VICL-63917）
17. ゴールデン☆ベスト（2015年4月22日／VICL-70166） ※高音質SHM-CD版。
18. YAPPARI I・Y・O'16 [DELUXE PACK <35th Anniversary Special>]（2016年9月28日／VIZL-1048）

#### ライブ・アルバム
- 伊代 IN 武道館（1983年1月1日／SJX-30181）

#### CD-BOX
- 松本伊代BOX（2004年3月24日／VIZL-109） ※CD4枚＋DVD3枚。
- スイート16BOX〜オリジナル・アルバム・コレクション〜（2009年9月23日／VIZL-346） ※CD15枚＋DVD2枚。

#### 参加アルバム
- ビューテイフル塊魂 オリジナルサウンドトラック「塊ステキ魂」（2007年11月21日／COCX-34602）
  - 「BOYFRIEND A GOGO」収録。
- 早見優 / 『Affection 〜YU HAYAMI 40th Anniversary Collection〜』（2022年10月12日）
  - 「今が一番好き」に参加。

### タイアップ曲
| 年     | 楽曲                                    | タイアップ                                             |
| ------ | --------------------------------------- | ------------------------------------------------------ |
| 1981年 | センチメンタル・ジャーニー              | ロッテ「ガーナチョコレート」CMソング                   |
| 1983年 | 時に愛は                                | TBS系テレビドラマ「私は負けない!ガンと闘う少女」主題歌 |
| 1984年 | ビリーヴ                                | TBS系テレビドラマ「転校少女Y」主題歌                   |
| 1987年 | 思い出をきれいにしないで                | NHKのテレビドラマ「おじいちゃんの贈り物」主題歌        |
| 2007年 | BOYFRIEND A GOGO                        | Xbox 360用ゲームソフト「ビューティフル塊魂」挿入歌     |
| 2015年 | センチメンタル・ジャーニー まだ50歳ver. | フェイスマスク「ルルルンプレシャス」CMソング           |

## 出演

### 映画
- クララ白書 少女隊PHOON（1985年2月9日、監督：河崎義祐） - 桂木利恵子 役
- 薄化粧（1985年10月26日、監督：五社英雄） - 仙波弘子 役
- 公園通りの猫たち（1989年12月23日、監督：中田新一） - 車の女 役
- バカヤロー!3 へんな奴ら 第二話「過ぎた甘えは許さない」（1990年10月20日、監督：長谷川康夫） - 西岡みどり 役
- それいけ!アンパンマン 虹のピラミッド（1997年7月26日、監督：大賀俊二） - アメちゃんの声（特別出演） 役
- ジャッジ!（2014年1月11日） - 経理の松本さん 役

### テレビドラマ
- ピンキーパンチ大逆転（1982年4月1日 - 9月30日、TBS系）※バラエティドラマ - 主演
- 西部警察 PART-II 第27話「傷だらけの天使」（1982年12月19日、テレビ朝日系） - 月岡めぐみ 役
- ミステリー Wの悲劇（1983年2月23日・3月2日、TBS系） - 和辻摩子 役
- 外科医 城戸修平 第11話「涙の17歳」（1983年7月19日、TBS系）
- 赤川次郎のおやすみ、テディ・ベア（1983年8月9日、TBS系） - 主演・野木由子 役
- 私は負けない!ガンと闘う少女（1983年11月6日 - 12月25日、TBS系） - 主演・佐久間由美 役
- 風の中のあいつ（1984年5月12日 - 9月29日、日本テレビ系） - 大石桃子 役
- 月曜ドラマランド（フジテレビ系）
  - いたずらデパートギャル・女は度胸（1984年10月29日） - 主演
  - いたずらスチュワーデス!（1985年5月6日） - 主演・まどか 役
  - 超少女!はるひワンダー愛（1986年3月24日） - 主演・はるひ 役
  - フローズン・ホラー・ショー（1987年5月18日） - 主演
- ただいま絶好調!（1985年4月16日 - 9月17日、テレビ朝日系） - 高井マキ 役
- 木曜ドラマストリート「赤いこうもり傘」（1985年12月5日、フジテレビ系） - 主演
- 迷犬ルパンは名探偵?（1985年12月24日、テレビ朝日系） - 主演
- 水戸黄門第15部 第3話「偽黄門になった黄門様 -伊予-」（1985年2月11日） - お小夜 役
- 金曜ドラマ「深夜にようこそ」（1986年6月13日 - 7月4日、TBS系） - 有馬由子 役
- 春風一番!（1986年1月11日 - 3月29日、日本テレビ系）
- サントリーミステリースペシャル「猫目石ころがった」（1986年11月28日、テレビ朝日系）
- かあちゃん頑張れ!!（1987年1月8日、日本テレビ系）
- ザ・ドラマチックナイト / 心はロンリー気持ちは「…」VI（1987年10月2日、フジテレビ系）
- 橋田壽賀子ドラマ おんなは一生懸命（1987年10月5日 - 1988年3月28日、TBS系） - 川上みどり 役
- ファミリードラマ「おじいちゃんの贈り物」（1987年3月6日 - 1987年5月8日、NHK）
- ぼくの姉キはパイロット!（1987年8月18日 - 9月22日、TBS系） - 月丘小夜子 役
- 妻たちの鹿鳴館（1988年10月8日、TBS系） - 川上貞奴 役
- 火曜サスペンス劇場「六月の花嫁 祝・殺人」（1988年6月21日、日本テレビ系） - 主演
- オイシーのが好き!（1989年5月17日 - 7月19日、TBS系） - 海堂良美 役
- 土曜ドラマスペシャル「ママはライバル!母娘刑事」（1989年5月20日 、TBS系） - 主演・野々村しじみ 役
- ドラマ23「結婚狂時代」（1989年9月18日 - 9月21日、TBS系） - 主演・池内香／橘理恵 役（2役）
- 犬神家の一族（1990年3月27日、テレビ朝日系） - 池田明子 役
- 火曜ミステリー劇場「美人女子大生妻探偵と田舎刑事」（1990年4月10日・11月6日、テレビ朝日系） - 主演・森池朝子 役
- 評論! 家族（1990年7月22日、TBS系）
- 世にも奇妙な物語 冬の特別編 「大予言」（1991年1月3日、フジテレビ系） - 前島由紀 役
- 世にも不思議な怖い話 「金曜日の殺人」（1991年6月25日、テレビ朝日系） - 主演
- 終戦記念ドラマスペシャル「愛と哀しみのサハリン」（1991年8月7日、日本テレビ系）
- ルージュの伝言 VOL.19「DESTINY」（1991年8月7日、TBS系） - 主演・美樹 役
- PLAY ALONE ひとりで見てネ!（第6回）第11話「忘年会」第12話「記念日」（1991年11月6日、TBS）
- 盗まれた女 遺産相続に現れたもう一人の私（1992年1月6日、テレビ東京系） - 主演・昌江 役
- 本当にあった怖い話（第3回B）呪われた婚約（1992年4月27日、テレビ朝日系） - 主演
- 昨日の私にサヨナラを（1992年8月9日 - 9月27日、フジテレビ系） - 頼子 役
- UNNAN 世界征服宣言（第24回）ＷorＷ（1993年3月24日、日本テレビ系）
- キャメラマン健吾の旅情事件簿（1993年5月10日、TBS系）
- お見合いの達人（1994年4月25日 - 6月10日、TBS系） - 主演・里中いづみ 役
- 夜逃げ屋本舗（1999年1月13日 - 3月17日、日本テレビ系）

### Webドラマ
- 炎の転校生 REBORN（2017年11月10日、NETFLIX） - 友花里 役

### 情報・バラエティ番組

#### 現在の出演番組
- ごきげんライフスタイル よ〜いドン!（2008年6月 - 、関西テレビ） - 火曜レギュラー

#### 過去の出演番組
- パリンコ学園No.1（1982年10月7日 - 1983年3月31日、TBS系）
- 笑ってポン!（1983年7月 - 9月、TBS系）
- オールナイトフジ（1984年10月 - 1986年3月、フジテレビ系） - 司会
- 夕やけニャンニャン（1987年3月 - 8月、フジテレビ系） - 司会
- クイズ どんなMONだい?!（1992年4月 - 1994年3月、日本テレビ系）
- 楽天GIGランド（1993年4月 - 9月、メーテレ）
- 松本伊代のキラキラ80's（2007年、MONDO21）
- 知りたがり!「いいものプレミアム」（2010年3月 - 2012年3月、フジテレビ系）
- ごごネタ!#スマートライフTV（TBS系）
- ノンストップ!「いいものプレミアム」（2012年4月 - 不明、フジテレビ系） - 火曜はカンテレ「よーいドン」、木曜は東海テレビ「スイッチ！」と生放送に出演のため録画放送である。
- スイッチ!（2013年 - 2024年3月、東海テレビ） - 木曜レギュラー（隔週）→金曜レギュラー（隔週）
- 趣味Do楽「ゼロからはじめるデジタル講座 くらしのタブレット」（2014年4月2日 - 5月28日、NHK Eテレ） - 生徒
- Momm!!（2016年 - 2017年9月、TBSテレビ） - サポーターとしてレギュラー出演。

他多数
特番
- 激夏100%伊代ドキドキコンサート 〜日比谷野外音楽堂4000人 フラッシュダンスに挑戦（1983年9月10日、フジテレビ）
- 世界の超豪華・珍品料理（1994年 - 1997年、フジテレビ系）
- ものまね王座決定戦（1996年 - 2000年、フジテレビ系）
- 映っちゃった映像GP（2015年1月27日 - 2017年8月12日、フジテレビ） - 伊代星人
- やっちまったtv（2015年8月21日 - 2016年9月11日、フジテレビ） - 女神伊代

### テレビアニメ
- 少年宮本武蔵 わんぱく二刀流（1982年10月6日） - お通 役

### ラジオ
- チャレンジ名作ライブラリー（1982年4月 - 1984年3月、文化放送）
- オジンはバッテン!まるごとヤングミュージック 松本伊代・チャゲ&飛鳥 あなたにお手ぁげ（1982年10月 - 1983年3月、ニッポン放送）
- アオレコ・ダイナマイトポップス（文化放送）
- ミスDJリクエストパレード (文化放送)

### 舞台
- ミュージカル「ヒロイン」（2011年2月 - 3月）
- ミュージカル「NEWヒロイン」（2012年2月 - 3月）

### CM
- 大塚食品 ボンカレーファイブスター（1981年）
- ロッテ ガーナミルクチョコレート（1981年）
- プーマ（1982年）
- シャープ ヘッドホンラジオoh!、小型コンポシリーズTODAY（1983年 - 1984年）
- 三井グリーンランド（1983年）
- トンボ学生服（1983年）
- 大王製紙 シルキッシュ（1983年）
- ECC外語学院 英会話（1986年）
- アイフル（1992年 - ）
- SEGA キッズコンピュータ・ピコ（1998年 - ）
- ブルボン くだものいっぱいゼリー（2007年 - ）
- グライド・エンタープライズ LuLuLun precious（ルルルンプレシャス）（2015年12月 - ）[49]
- ソフトバンク Y!mobile（2016年11月 - ）[50]
- トリアイナ 宅配買取コヤッシュ（2020年2月 - ） - ヒロミと共演[51]
- アフラック（2020年） - ヒロミと共演
- まるか食品「ペヤング ソースやきそば」『改名宣言篇』『ペヤングモーニングレポート篇』（2021年3月 - ） - ヒロミと共演

### 映画吹替
- The Beach Girls (The Beach Girls) （1984年8月4日、フジテレビ） - Ducky ※ゴールデン洋画劇場版

## 著作
- 『ハートともだち - 胸さわぎのとき』（ワニブックス） 1982年1月
- 『タッチ・ミー・プリーズ - フォト・エッセイ』（立風書房） 1984年6月
- 『伊代の女子大生(モテ)講座』ペップ出版 1985 代筆。テレビ番組出演中に松本が本の内容について質問をされた時に「まだ読んでない」と発言してしまい、後にゴーストライターによる代筆であったことを認めた[52]
- 『おしゃれ倶楽部』（CBSソニー出版） 1987年9月
- 『マリアージュ - もう若くないから』（扶桑社） 1991年1月
- 『思い出にできない』扶桑社 1992年